# Robert Aerens
Robert Aerens, né le 31 août 1883 à Gand et mort dans la même ville le 6 décembre 1969, est un peintre et graveur belge de paysages, de portraits, de natures mortes et un aquafortiste.

## Biographie
Robert Aerens naît en 1883 à Gand,.
Après avoir suivi les cours de Jean Delvin à l'Académie royale des beaux-arts de Gand, il s'installe à Laethem-Saint-Martin avec Frits van den Berghe, avant d'épouser, en 1910, l'écrivaine Élisa Verwest (morte en 1921) et de se remarier après son veuvage, en 1926, avec Hortense Lawaese. Il fait de nombreux voyages en France, en Italie et en Suisse, avant de devenir professeur à l'Académie royale des beaux-arts de Gand.
Il meurt dans sa ville natale le 6 décembre 1969.

## Honneurs
Robert Aerens combat durant la Première Guerre mondiale et reçoit les décorations suivantes :
- Croix de Guerre 1914-1918 ;
- Chevalier de l'ordre de Léopold II.